# ملهاة مأساوية
ملهاة مأساوية مسرحية تجتمع فيها من المأساة والملهاة وذلك بأن تنتهي المأساة نهاية سعيدة أو أن تخلط أحداث الجد بالهزل في مزيج مركب. وقد عرف مسرح العصور الوسطى عامة والمسرح الإيطالي خاصة المسرحية التي لا تنتمي إلى المأساة الخالصة أو الملهاة الخالصة، وتأثر شكسبير في بعض أعماله. ومازال هذا اللون المسرحي شائعا في المسرح الحديث وعند بعض كتاب المسرح العربي.

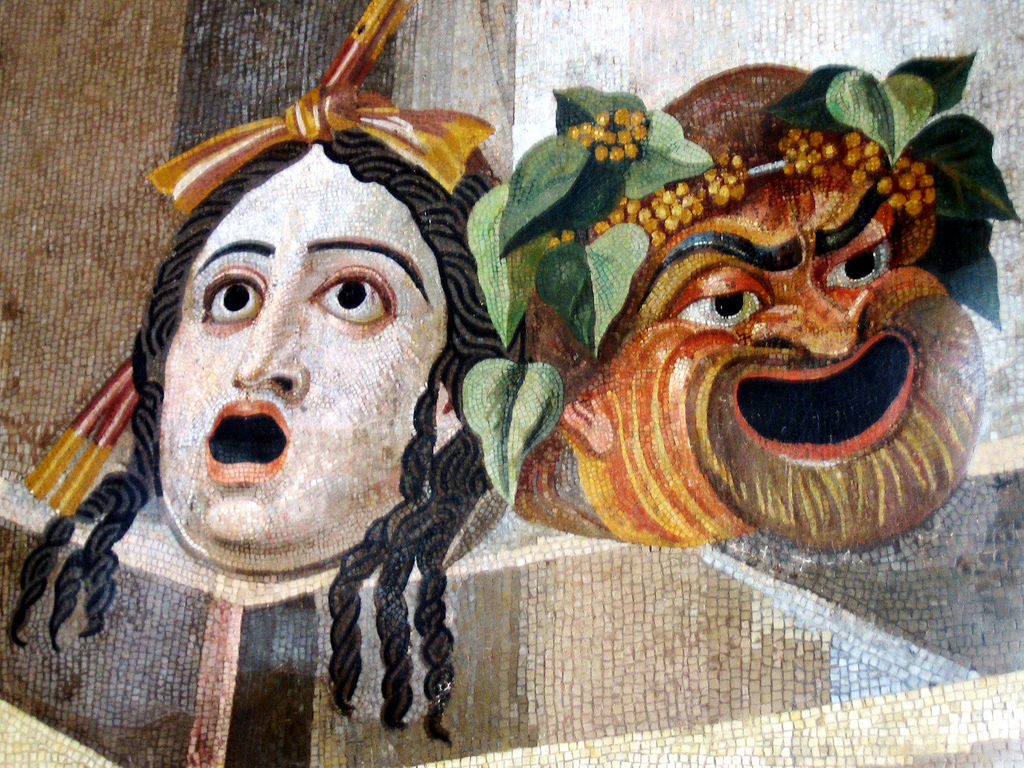
.